# Flerden
Flerden (rétorománsky Flearda) je obec ve švýcarském kantonu Graubünden, okresu Viamala. Nachází se na náhorní planině nad údolím Zadního Rýna, asi 20 kilometrů jihozápadně od kantonálního hlavního města Churu, v nadmořské výšce 1 244 metrů. Má okolo 250 obyvatel.

## Geografie

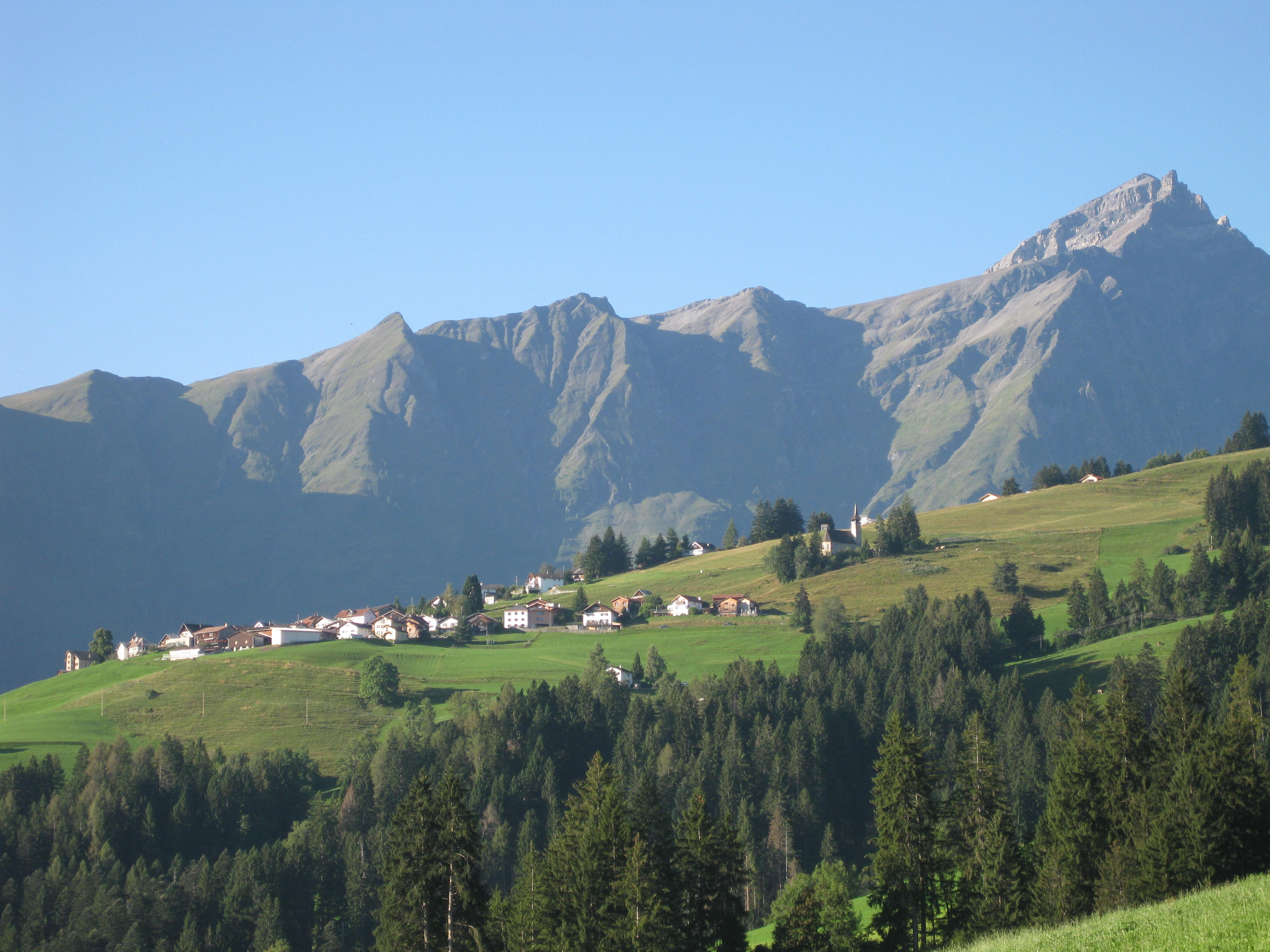
Pohled na obec

Obec je nejsevernější z horních obcí Heinzenbergu. Z celkové rozlohy obce 606 ha připadá 331 ha na zemědělskou půdu (z toho přibližně polovina na vysokohorské farmy), 182 ha na lesy a lesní porosty, 71 ha na neproduktivní půdu (převážně hory) a zbývajících 22 ha na zastavěnou plochu.
Flerden hraničí s obcemi Masein, Cazis, Safiental, Tschappina, Muntogna da Schons a Urmein.

## Historie
Sídlo je poprvé zmiňováno roku 1156 jako Flirden. Velkostatek Flirden, připomínaný v roce 1156, patřil spolu s panstvím Urmein k majetku kláštera Cazis. Panovníky byli do roku 1337 Vazerové, poté Werdenbergové a Rhäzünserové, od roku 1475 biskupové z Churu. V roce 1466 je doložena kaple svatého Leonharda. Poslední biskupská práva byla vykoupena v roce 1709. Do roku 1851 tvořil Flerden sousedství soudní obce Heinzenberg. V letech 1530–1540 proběhla reformace a v roce 1670 byla obec oddělena od Porteinu. Germanizace, která byla prakticky dokončena kolem roku 1900, probíhala především z Tschappiny. Silnice spojující obec s Thusis byla dokončena v roce 1901.
V obci historicky převládal chov dobytka (založení živočišného družstva v roce 1893); Flerden je stále zemědělskou obcí. Meliorace proběhla v 60. letech 20. století. V roce 2000 pracovaly tři čtvrtiny pracovní síly v zemědělství.

## Obyvatelstvo

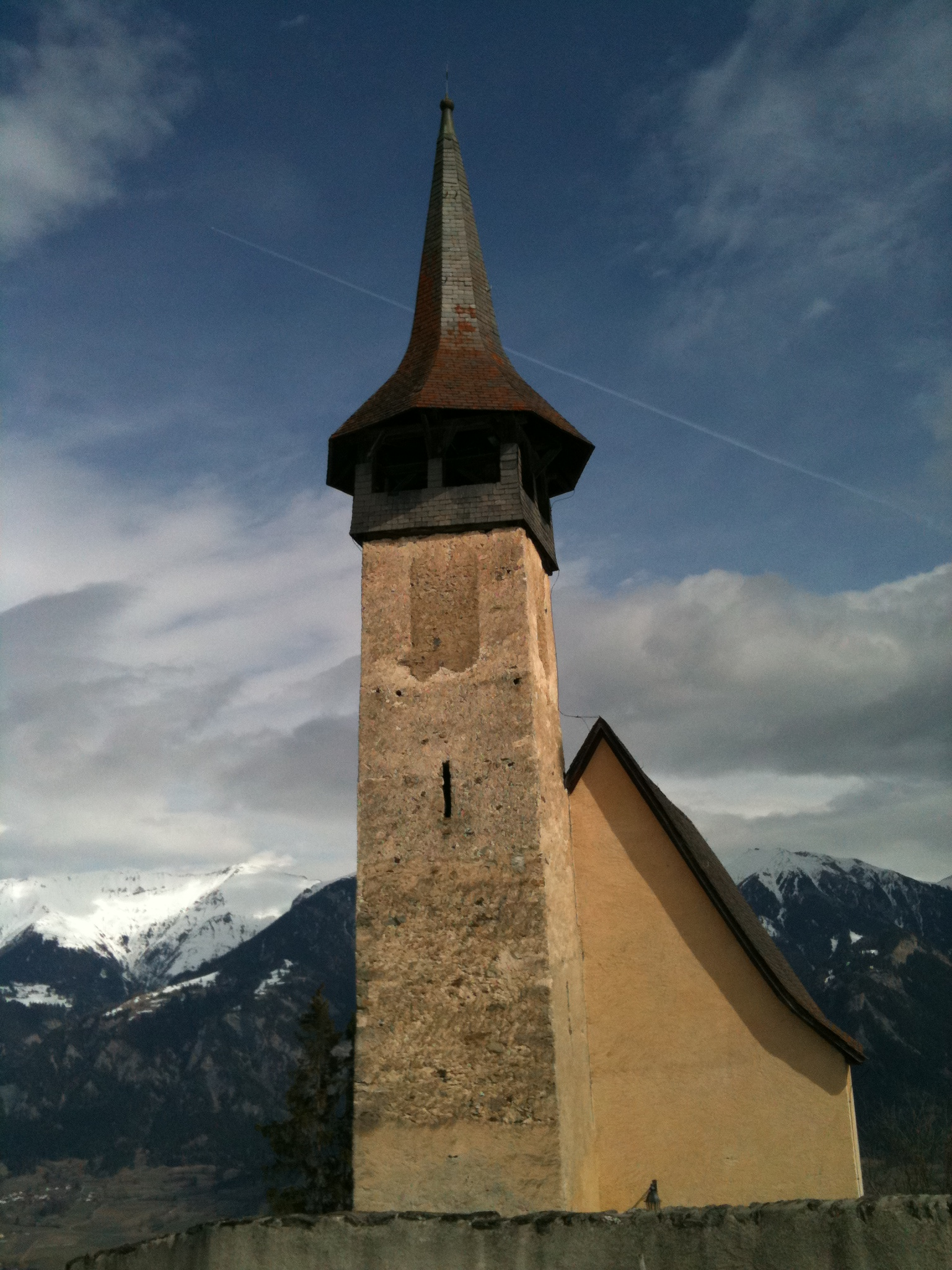
Reformovaný kostel ve Flerdenu

| Rok            | 1808 | 1850 | 1900 | 1910 | 1950 | 1970 | 1980 | 1990 | 2000 | 2004 | 2016 |
| Počet obyvatel | 148  | 122  | 109  | 122  | 150  | 105  | 128  | 158  | 160  | 191  | 247  |

Vzhledem k odlehlosti a špatnému dopravnímu spojení počet obyvatel obce v průběhu 20. století postupně klesl na zhruba 100. Díky přistěhovalectví z měst po roce 1980 však opět roste a v roce 2020 již v obci trvale žilo téměř 250 obyvatel.

### Jazyky
Původně mluvili všichni obyvatelé oblasti jazykem sutselvisch, místním dialektem rétorománštiny. Již ve středověku však pod vlivem Walserů z Tschappiny obyvatelé začali přecházet na němčinu. Zatímco v roce 1880 používalo rétorománštinu ještě 63,9 % obyvatelstva, v roce 1941 již tento podíl klesl na 12,6 %. Jediným úředním jazykem v obci je němčina. Vývoj v posledních desetiletích přibližuje následující tabulka:
| Jazyky ve Flerdenu |                   |                   |                   |                   |                   |                   |
| Jazyk              | Sčítání lidu 1980 | Sčítání lidu 1980 | Sčítání lidu 1990 | Sčítání lidu 1990 | Sčítání lidu 2000 | Sčítání lidu 2000 |
| Jazyk              | Počet             | Podíl             | Počet             | Podíl             | Počet             | Podíl             |
| Němčina            | 123               | 96,09 %           | 157               | 99,37 %           | 153               | 96,00 %           |
| Rétorománština     | 4                 | 3,12 %            | 1                 | 0,63 %            | 6                 | 4,00 %            |
| Počet obyvatel     | 128               | 100 %             | 158               | 100 %             | 160               | 100 %             |

## Doprava
Jediné dopravní spojení do obce představuje okresní silnice, vedoucí z Thusis přes Masein, Flerden a Urmein do Tschappiny.